# Маріанна Тіссен
Маріанна Леонніє Петрус Тіссен (нід. Marianne Leonie Petrus Thyssen; нар. 24 липня 1956, Сінт-Гілліс-Ваас) — бельгійський і фламандський політик, депутат Європейського парламенту, голова партії Християнські демократи і фламандці (2008–2010). Європейський комісар з питань зайнятості, соціальних справ, навичок і мобільності робочої сили (з 1 листопада 2014).

## Біографія
У 1979 р. закінчила юридичний факультет Католицького університету Левена, після чого вона працювала асистентом в університеті. Пізніше Тіссен стала адвокатом держсекретаря охорони здоров'я. Вона працювала заступником генерального секретаря Unizo, організації малих і середніх підприємств. Протягом багатьох років вона була віце-мером Ауд-Геверле.
У 1991 р., в перший раз отримала вакантний мандат члена Європарламенту. Переобиралась на наступних виборах у 1994, 1999, 2004 і 2009 рр., представляла Європейську народну партію. Член делегації парламентського співробітництва ЄС — Україна.
15 травня 2008 Маріанна Тіссен була обрана головою Християнських демократів і фламандців. 23 червня 2010 її змінив Вутер Беке. У 2014 р. була обрана вже на шостий термін у Європарламент. У 2014 році Тіссен була призначена до Європейської Комісії на посаду Комісара з питань зайнятості, соціальних питань, навичок та мобільності робочої сили Європейського Союзу (ЄС). Вона стала першою бельгійською жінкою, призначеною на цю посаду.